# JTBC 뉴스특보
《JTBC 뉴스특보》는 특집뉴스로 편성되어 방송되는 뉴스특보 프로그램이다. 가장 중대한 사건사고 등 국가적인 변고가 발생할 경우, JTBC 뉴스속보로 나오기도 한다.

## 경쟁 프로그램
- KBS 뉴스특보 (KBS 1TV)
- SBS 뉴스특보 (SBS TV)
- MBC 뉴스특보 (MBC TV)
- OBS 뉴스특보 (OBS경인TV)
- TV조선 뉴스특보 (TV조선)
- 채널A 뉴스특보 (채널A)
- MBN 뉴스특보 (MBN)
- YTN 뉴스특보 (YTN)
- 연합뉴스TV 뉴스특보 (연합뉴스TV)